# المسيحية في موريتانيا

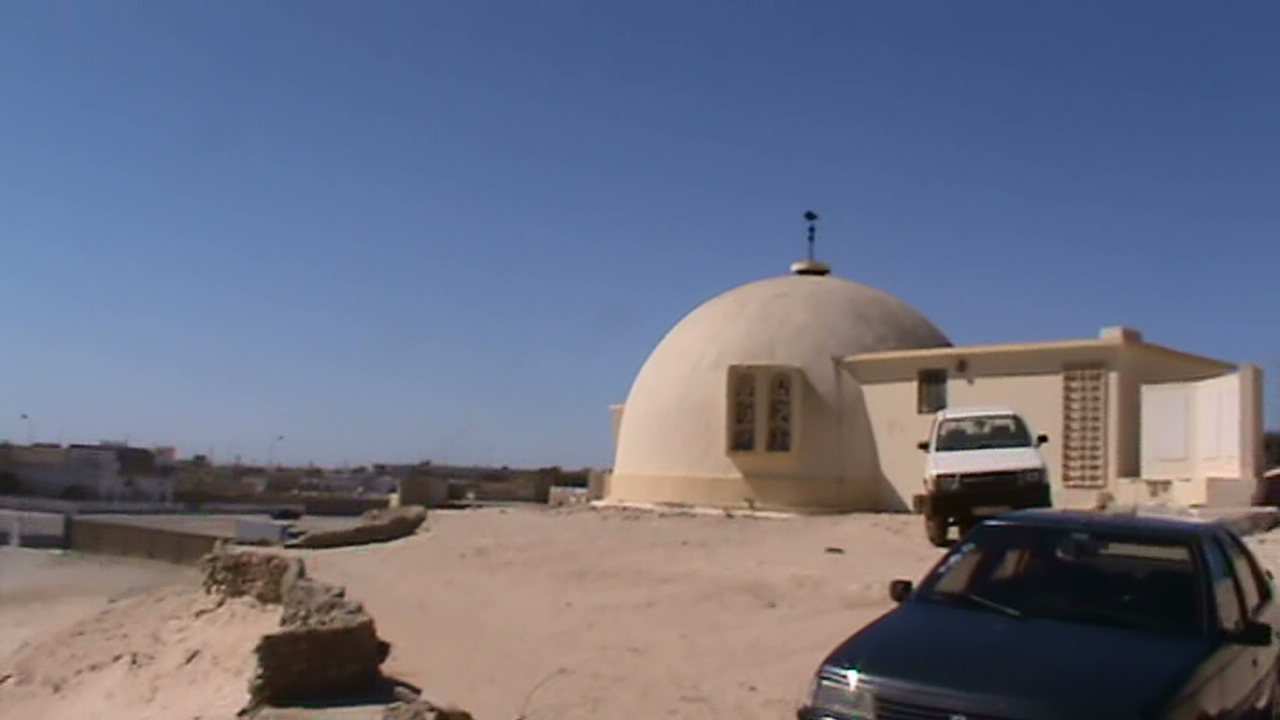
كنيسة كاثوليكية التابعة للإرسالية الكاثوليكية للمساعدات الإنسانية في مدينة نواذيبو.

تُشكل المسيحية في موريتانيا أقليَّة صغيرة العدد، قدرت منظمة أبواب مفتوحة ومصادر أخرى أعداد المسيحيين في موريتانيا عام 2017 بحوالي /10,000 بحاجة إلي مصدر/ نسمة. أكبر الكنائس المسيحية هي الكنيسة الرومانية الكاثوليكية والتي يصل عدد أتباعها تقريباً 4,500 في موريتانيا، وتتبع الكنيسة الكاثوليكية الموريتانية أبرشية نواكشوط. هناك العديد من الكنائس الأفريقية التي تخدم المغتربين في موريتانيا، رسميًا لا يتعدى وجود البروتستانت أكثر من 200 في البلاد، بمن فيهم الأجانب. تضم العاصمة نواكشوط كاتدرائية القديس يوسف، وهي كاتدرائية كاثوليكية ومركز للأبرشية الرومانية الكاثوليكية في نواكشوط، وقد تأسست في عام 1965. وتتركز غالبية المسيحيين بالأساس في كل من نواكشوط، والزويرات، ونواذيبو، وأطار، وروصو.
تنشط الكنائس المسيحيَّة في موريتانيا في العمل الاجتماعي والخيري، بسبب كون موريتانيا واحدة من أفقر البلدان في العالم. وتقدم الراهبات المتوجدات في التراب الموريتاني المساعدة للحوامل والمرضى والمهاجرين والسجناء والمعاقين، ويعملنَّ في المدارس والمراكز التعليمية الأخرى. ويواجه المسلمون الذين تحولوا إلى المسيحيَّة ضغوطاً اجتماعية شديدة من عائلاتهم وممثلي القبائل وقادة المساجد المحليين. في حين يتمتع المسيحيون الأجانب المقيمين في البلاد بقدر أكبر قليلاً من الحرية، لكن لا يزال من الصعب عليهم العيش كمسيحيين في موريتانيا.

## تاريخ

### العصور المبكرة
عاش البربر الرُحَّل في المنطقة منذ القرن الأول. في نفس الفترة، سيطرت الإمبراطورية الرومانية على المنطقة، وسرعان ما اكتسبت المسيحية أتباعاً بين الأمازيغ، حيث كانت تُعتبر بمثابة «ديانة احتجاجية» ضد روما، إذ كانت العقيدة المسيحية تُعارض عبادة الأباطرة الرومان. إعتبر الكثيرون أنّ التمسك المسيحي هو إعلان مباشر ضد الحكم الروماني. تلا وصول الإسلام إلى موريتانيا عملية تعريب وأسلمة قضت على الوجود المسيحي في المنطقة.
بدأ البرتغاليون في استكشاف المنطقة في القرن الخامس عشر. خلال هذه الفترة، غزا الأوروبيون ساحل المنطقة وهي ما يُعرف اليوم بموريتانيا للتجارة بالعبيد. في هذه المرحلة، تحدث العديد من الباباوات ضد هذه الممارسة، ليس فقط في أفريقيا، ولكن أيضًا في الأمريكتان، وندد البابوات وعارضوا العبودية وتجارة العبيد من خلال مرسوم بابوي وكان منهم: البابا إيجين الرابع في عام 1435، والبابا بولس الثالث عام 1537، وأخيراً البابا غريغوري السادس عشر عام 1839. أصبحت معظم الأراضي الموريتانية الحالية جزءاً من مقاطعة سانت لويس الرسولية في السنغال، والتي تأسست عام 1779.

### الاستعمار الفرنسي

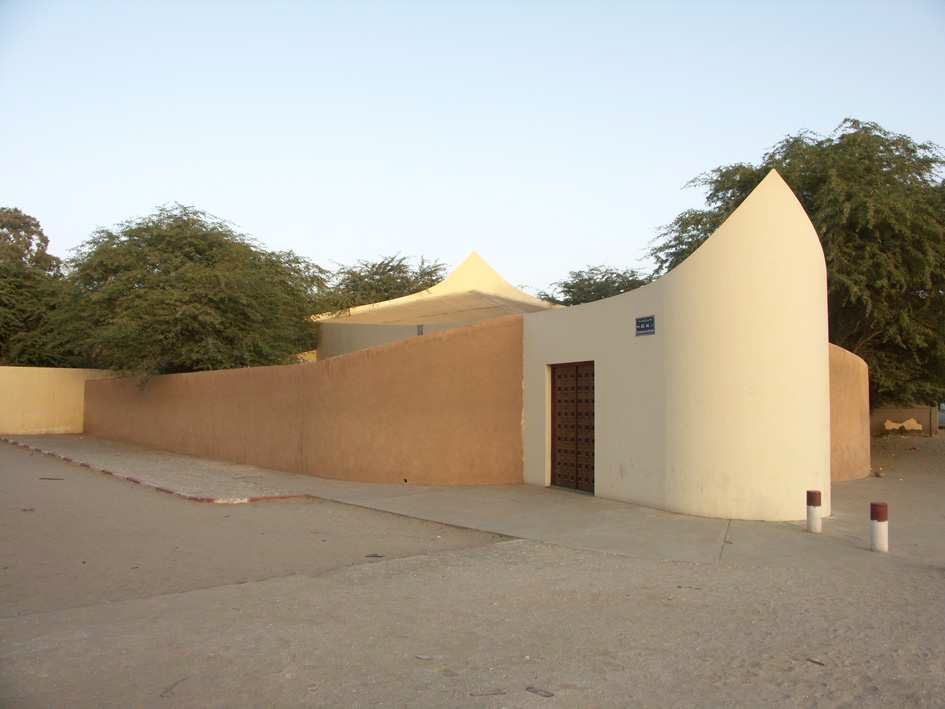
كاتدرائية القديس يوسف في مدينة نواكشوط.

منذ عام 1877، تم نقل مركز إدارة الخدمة الروحية والقضائية للكاثوليك في المنطقة من السنغال إلى النائب الرسولي في سينيجامبيا. في غضون 25 عاماً، أصبحت المنطقة محتلة من قبل فرنسا وكانت جزءًا من مستعمرة غرب أفريقيا الفرنسي في عام 1904، ومثلت تلك اللحظة إمكانية دخول الكاثوليكية على نطاق واسع إلى المنطقة مرة أخرى، لكن الفرنسيين كانوا نشيطين إلى حد كبير فقط في المناطق الساحليَّة من الإقليم إلى الطرق التجارية في الصحراء الكبرى.
في الخمسينيات من القرن العشرين، كان غالبية الكاثوليك في موريتانيا من الأوروبيين، بينما ظلَّ الموريتانيون الأصليون من أتباع الديانة الإسلاميَّة. في عام 1955، عُهد لرهبان الروح القدس بالإشراف روحياً على كاثوليك موريتانيا. في 18 ديسمبر من عام 1965، تأسست أبرشية نواكشوط، التابعة لأسقفية داكار في السنغال، ووقعت تحت مسؤولية كهنة من رهبانية الروح القدس.

### الاستقلال
بعد الاستقلال، أصبحت حياة القلة المُتبقية من المسيحيين في البلاد صعبة للغاية. في يوليو عام 1991، أجرت البلاد استفتاء دستورياً لإعادة إجراء انتخابات متعددة الأحزاب والموافقة على دستور جديد، بناءً على الميثاق الدستوري الصادر في 9 فبراير من عام 1985. وبموجب هذا الدستور، أصبحت الشريعة الإسلامية، أساس القانون مدني، وأُعلن الإسلام دين الدولة. ومع ذلك، ظل الكاثوليك أحراراً في ممارسة شعائرهم الدينية، على الرغم من عدم السماح لهم بالتبشير بين المسلمين. كما ولم تُطبع الأناجيل أو تُباع في موريتانيا، رغم عدم وجود قانون يمنع حيازتها. على الرغم من أن تصاعد المشاعر الأصولية بين المسلمين، إلا أن قادة الكنيسة ظلوا حذرين في اتخاذ موقف عدواني ضد الدين الرئيسي في البلاد. دفعت الظروف الاقتصادية والمناخية في المنطقة، وخاصةً الجفاف، البابا يوحنا بولس الثاني إلى التبرع بالأموال من خلال مؤسسته الخيرية الخاصة، كور أونوم، وطلب العفو عن الديون. في عام 1999، بناءً على طلب الفاتيكان، أعلنت بريطانيا عن خطط لإلغاء جميع مبالغ الديون الخارجية الموريتانية.
لا يُسمح للكنيسة بإدارة مدارس مسيحية، بل فقط رياض الأطفال، وتملك الكنيسة الكاثوليكية حوالي خمسة رياض الأطفال يُسَّجل فيها كثير من الآباء المسلمين أطفالهم. يعاني مسيحيي البلاد من الإضطهادات حيث يحظر توزيع الأدب المسيحي والتبشير بين المسلمين من خلال القانون. نادرًا ما يتم طباعة الأناجيل أو توزيعها. وشمل القمع الذي تمارسه الدولة القبض على المسيحيين الموريتانيين بسبب معتقداتهم الدينية وإغلاق الكنائس. التحول من الإسلام يعاقب عليها القانون بالإعدام من قبل الدولة. بينما يُسمح للكنيسة الكاثوليكية بتجديد الأجزاء الداخلية للكنائس، إلا أن الدولة تحظر تجديد المظهر الخارجي لمباني الكنيسة الكاثوليكية وبناء مباني الكنيسة التابعة لطوائف أخرى.
في نوفمبر من عام 2017، قدمت حكومة موريتانيا مشروع قانون جديد «لتشديد الأحكام المتوقعة على التجديف». ويلغي التشريع جميع الأسباب التي قد تقوم بإلغاء عقوبة الإعدام بسبب التجديف والردة، وبحسب المشروع سيتم الحكم على أي شخص مُدان بالإعدام، حتى لو طلب التوبة. بحسب القانون لا تُمنح الجنسية الموريتانية لغير المُسلمين، والردة على الإسلام واعتناق دين آخر يعني التجرد من الجنسية الموريتانية. وتعمل الراهبات الكاثوليكيات في عدد من المستشفيات في موريتانيا. وتضم العاصمة نواكشوط على كاتدرائية القديس يوسف، وهي كاتدرائية كاثوليكية، وتتبع لها مكتبة فيها عدد من الكتب المتخصصة في التاريخ والتراث الموريتاني. يُوجد فقط 400 إلى 1,000 شخص عرقي موريتاني مسيحي من أصل 4,250. في عام 2021 قدر الباحث مارك أ. لامبورت أعداد المواطنين المسيحيين الأجانب في موريتانيا بحوالي 10,000 شخص.

## ديموغرافيا
رسمياً جميع المواطنين في البلاد هم من المُسلمين، رُغم وجود مجتمع صغير من المسيحيين يزيد تعداده عن 10 آلاف، ومعظمهم من المغتربين. معظم المسيحيين في موريتانيا هم من العمال المهاجرين من السنغال وتوغو وبنين، إلى جانب أقلية من المهاجرين الأوروبيين خصوصاً من الفرنسيين والإسبان العاملين في المؤسسات الحكومية. وتُقدر أعداد المجتمع الكاثوليكي بحوالي 4,000 شخص، معظمهم من المغتربين العاملين في البلاد. على الرغم من القوانين الصارمة ضد التبشير المسيحي، المجتمع المسيحي الموريتاني في نمو وتشير التقديرات إلى أن هناك بين 400 إلى 1,000 شخص عرقي موريتاني مسيحي، لمدة ثمانية أشهر أقامت قناة معجزة، وهي قناة نرويجية- سويدية مسيحية، ببث تجمعات سرية في الصحراء الموريتانية وحضرها أكثر من 160 شخصًا. ويعاني المسلمين المتحولين إلى المسيحية من الضغط الأسري والمجتمعي الشديد، كما ويواجه المسيحيون خطر هجمات الجماعات المسلحة مثل القاعدة في بلاد المغرب الإسلامي. ويحظر على السكان المسيحيين غير الموريتانيين مثل المهاجرين من أفريقيا جنوب الصحراء أو عمال الإغاثة، التعبير عن إيمانهم علناً أو محاولة التبشير بين المسلمين، وهو فعل يؤدي إلى المقاضاة.